# Battaglia di Trincomalee
La battaglia di Trincomalee fu la quarta battaglia in ordine cronologico ad essere combattuta tra la flotta britannica capitanata dal viceammiraglio Edward Hughes e la flotta francese capitanata da Bailli de Suffren al largo delle coste indiane del golfo del Bengala durante la rivoluzione americana. La battaglia ebbe luogo il 3 settembre 1782.

## La battaglia terrestre (25-31 agosto 1782)

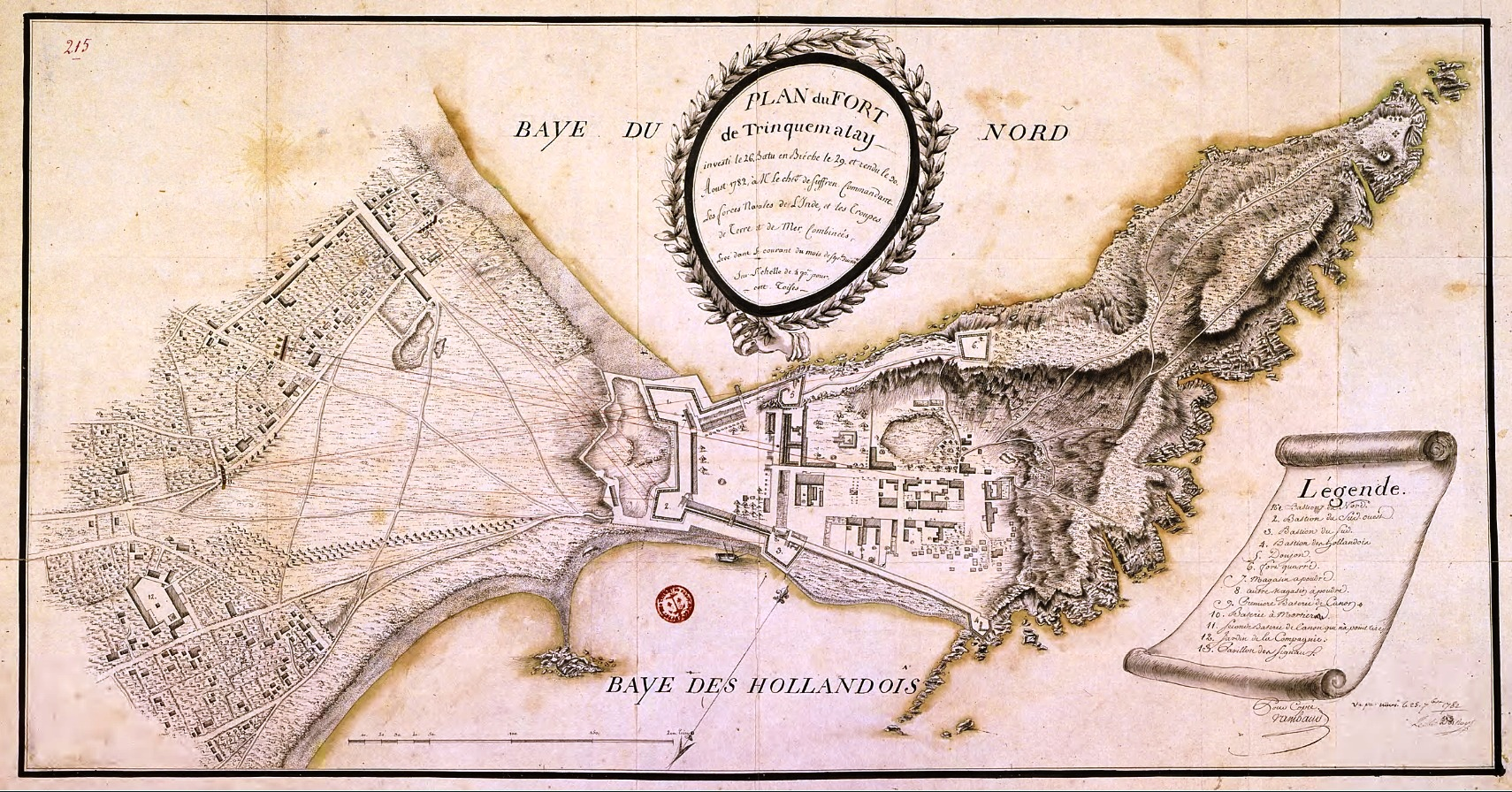
Pianta del forte di Trincomalee redatta poco tempo dopo l'assedio da parte del cavaliere di Roys. (Archives de l'outre-mer)

Dopo essere stato rifornito, Pierre André de Suffren arrivò di sorpresa davanti a Trincomalee, sulla costa est di Ceylon, il 25 agosto 1782. Lo sbarco delle truppe avviene di notte, all'una del mattino sulla spiaggia fuori dalla portata delle batterie britanniche del forte a protezione del porto e Suffren prende il comando. Il signor d'Agout, tenente colonnello della 3e légion de volontaires étrangers de la marine, è responsabile della fanteria e di alcuni elementi della cavalleria, Duvis del genio, M. Fontaine dell'artiglieria. Il 30 agosto 1782, la batteria di André de Rambaud apre il fuoco. I proiettili fanno effetto sulle mura annota Suffren nel suo  giornale di bordo, del 1º settembre 1782. Con i suoi 1 272 soldati, prende d'assalto e conquista Trincomalee il 31 agosto. Questa azione a sorpresa permette a Suffren di avere un porto per la sua squadra nella regione. Lasciando un contingente numeroso per difendere il porto, Suffren e la sua squadra aspettano fuori dal porto l'attacco di Hughes.

## La battaglia marittima (3 settembre 1782)

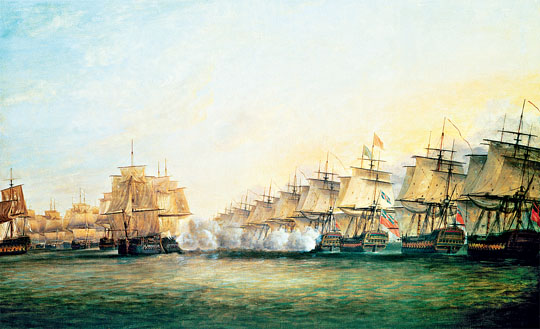
La battaglia di Trincomalee, il 3 settembre 1782, vista dal pittore Dominique Serres (1719-1793).

La squadra di Hughes arrivò davanti a Trincomalee. Suffren lanciò un forte attacco, che riuscì soltanto a distruggere alcune navi. La formazione di combattimento più ordinata tenuta dagli inglesi volse il combattimento a favore di questi ultimi, con la fine nella tarda serata. La nave ammiraglia Héros di Suffren venne fortemente danneggiata. L'ammiraglio dovette fuggire dopo aver subito pesanti perdite: 82 morti e 255 feriti. Gli inglesi ebbero che 51 morti e 283 feriti.
Con il monsone che si profilava all'orizzonte, Suffern decise, dopo un nuovo breve scalo a Gondelour dove lasciò le sue truppe, di andare a svernare nella vasta baia di Achem, nell'isola di Sumatra. Gli inglesi parimenti decidono di svernare a Bombay.
Ma dopo questo scacco, Suffren rimuove dai loro rispettivi comandi tre dei suoi capitani che vengono rimandati all'île de France. Un quarto, esausto, si dimette e muore poco tempo dopo.

## Le flotte presenti
(nome della nave seguito dal numero di cannoni)

### Inglesi
- Superb, 74,
- Hero, 74,
- Sultan, 74,
- Burford, 70,
- Monarca, 70,
- Eagle, 64
- Exeter, 64
- Magnanime, 64
- Monmouth, 64
- Sceptre, 64
- Worcester, 64
- Isis, 50.

### Francesi
- Héros, 74,
- Annibal, Vascello da 74 cannoni
- Illustre, 74,
- Orient, 74,
- Artésien, vascello da 64 cannoni,
- Ajax, 64,
- Brillant, 64,
- Bizarre, 64,
- Sévère, 64,
- Sphinx, 64,
- Vengeur, 64,
- Saint Michel , 60,
- Flamand, 50,
- Petit Annibal (la ex-Hannibal inglese catturata), 50,
- Consolante, 36.